# Río Bucaná

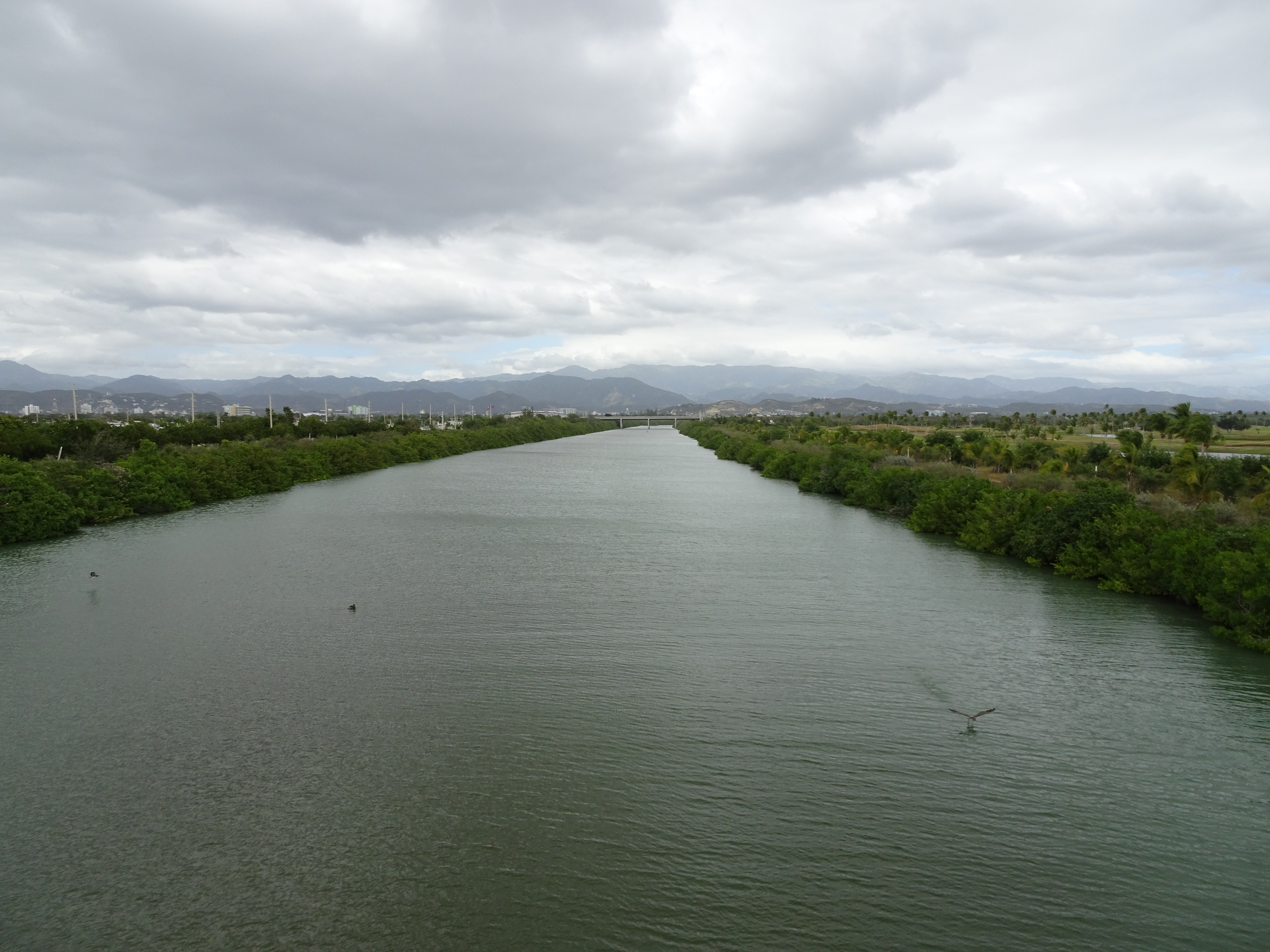
La rivière Bucaná, vue du nord, depuis le pont de l'Avenida Caribe.

Le Río Bucaná est une rivière de Ponce, à Porto Rico. Il prend sa source dans le barrio de Machuelo Arriba, à 35 m et se forme par la jonction du Río Cerrillos et du Río Bayagán.